# フットボールクラッキ
『フットボールクラッキ』は、2011年10月4日よりBSスカパー!で放送されているサッカー番組である。

## 出演者
- 陣内孝則 - ナビゲーター。番組内容の説明を担当する。
- うすいたかやす - ナレーター。

## 放送時間
- 毎週火曜日22:00-23:00（BSスカパー!およびスカチャン 5）
- 再放送あり

## コーナー
CRAQUE Lab
「世界標準のサッカーを検証・考察する」というキャッチフレーズで、毎週国内外のサッカーに関するテーマを1つ決め、それに関して解説者・ライターなどが2名出演し、検証・考察・議論を行う本番組のメインコーナー。
扱う内容は「JリーグクラブはなぜACLで勝てないのか?」、「アトレティコ・マドリード躍進の理由」、「3バック」、「当日行われた日本代表戦のレビュー」など幅広い。場合によっては生放送を行うこともある。ただし映像に関してはスカパー!が放映権を持つJリーグ、なでしこリーグ、UEFAチャンピオンズリーグ、UEFAヨーロッパリーグ、セリエAに限られる。
LEGEND MATCH
過去の名勝負を放送。CRAQUE Labの内容と連動していることが多い。
Turning Point
選手へのインタビューでターニングポイントになって点を探る。